# 39930 Kalauch
39930 Kalauch è un asteroide della fascia principale. Scoperto nel 1998, presenta un'orbita caratterizzata da un semiasse maggiore pari a 2,3912281 UA e da un'eccentricità di 0,1535585, inclinata di 1,59830° rispetto all'eclittica.